# Гарбузовское сельское поселение
Гарбузовское сельское поселение — упразднённое сельское поселение в Алексеевском районе Белгородской области.
Административный центр — село Гарбузово.
Упразднено 19 апреля 2018 с преобразованием Алексеевского муниципального района в Алексеевский городской округ.

## Население
| 2010  | 2011  | 2012  | 2013  | 2014  | 2015  | 2016  |
| ----- | ----- | ----- | ----- | ----- | ----- | ----- |
| 1285  | ↘1281 | ↗1297 | ↗1319 | ↗1334 | ↘1313 | ↘1296 |
| 2017  | 2018  |       |       |       |       |       |
| ↘1276 | ↘1255 |       |       |       |       |       |

## Состав сельского поселения
В состав сельского поселения входит 4 населённых пункта:
| № | Населённый пункт | Тип населённого пункта       | Население |
| - | ---------------- | ---------------------------- | --------- |
| 1 | Белозорово       | село                         | →199      |
| 2 | Гарбузово        | село, административный центр | ↗665      |
| 3 | Ковалево         | село                         | ↗338      |
| 4 | Покладов         | хутор                        | ↗83       |

## Экономика
- ООО «Агрокомплекс Белогорье» — специализируется на продукции растениеводства[12].
- СССПоК «Алексеевское молоко» — молокоприёмный пункт[12].